# مادر پاییزی
مادر پاییزی نام فیلم ایرانی به کارگردانی سیروس رنجبر یاجلو و محصول سال ۱۳۹۰ است. این فیلم، اقتباسی است آزاد از رمان «ماجرای عجیب سگی در شب» اثر مارک هادون. «مادر پاییزی» تا به امروز جز دو اکران محدود در جشنواره‌های «فجر» و «سلامت» به اکران عمومی نرسیده است.

## خلاصه داستان
پسرک ۱۲ ساله که به بیماری اوتیسم مبتلاست با پدر و پرستارش در شهرک دریاکنار (بابلسر) زندگی می‌کند. او در طی پیگیری کشته شدن گربه همسایه می‌فهمد که مادرش زنده است و در تهران زندگی می‌کند و برای جستجوی او راهی تهران می‌شود.

## بازیگران
- هانیه توسلی
- علیرضا جلالی‌تبار
- وحید رهبانی
- بهناز جعفری
- آرش تاج تهرانی
- مختار سائقی
- کتایون کارایی[۲]

## جوایز
- جایزه بهترین فیلم از نخستین جشنواره روانشناسی و مشاوره (سازمان بهزیستی کشور و دانشگاه شهید بهشتی) ۱۳۹۶
- جایزه سیفژ چهل و دومین دوره جشنواره بین‌المللی فیلم رشد
- جایزه بهترین کارگردانی و فیلمنامه از سوی بانک کارآفرین (۱۳۹۱)